# Hafida Mimi
 (mai 2011).
Si vous disposez d'ouvrages ou d'articles de référence ou si vous connaissez des sites web de qualité traitant du thème abordé ici, merci de compléter l'article en donnant les références utiles à sa vérifiabilité et en les liant à la section « Notes et références ».
Hafida Mimi (née le 26 août 1965 à Batna, en Algérie) est une poétesse et plasticienne (peinture et sculpture) algérienne.